# سرگئی رفرماتسکی

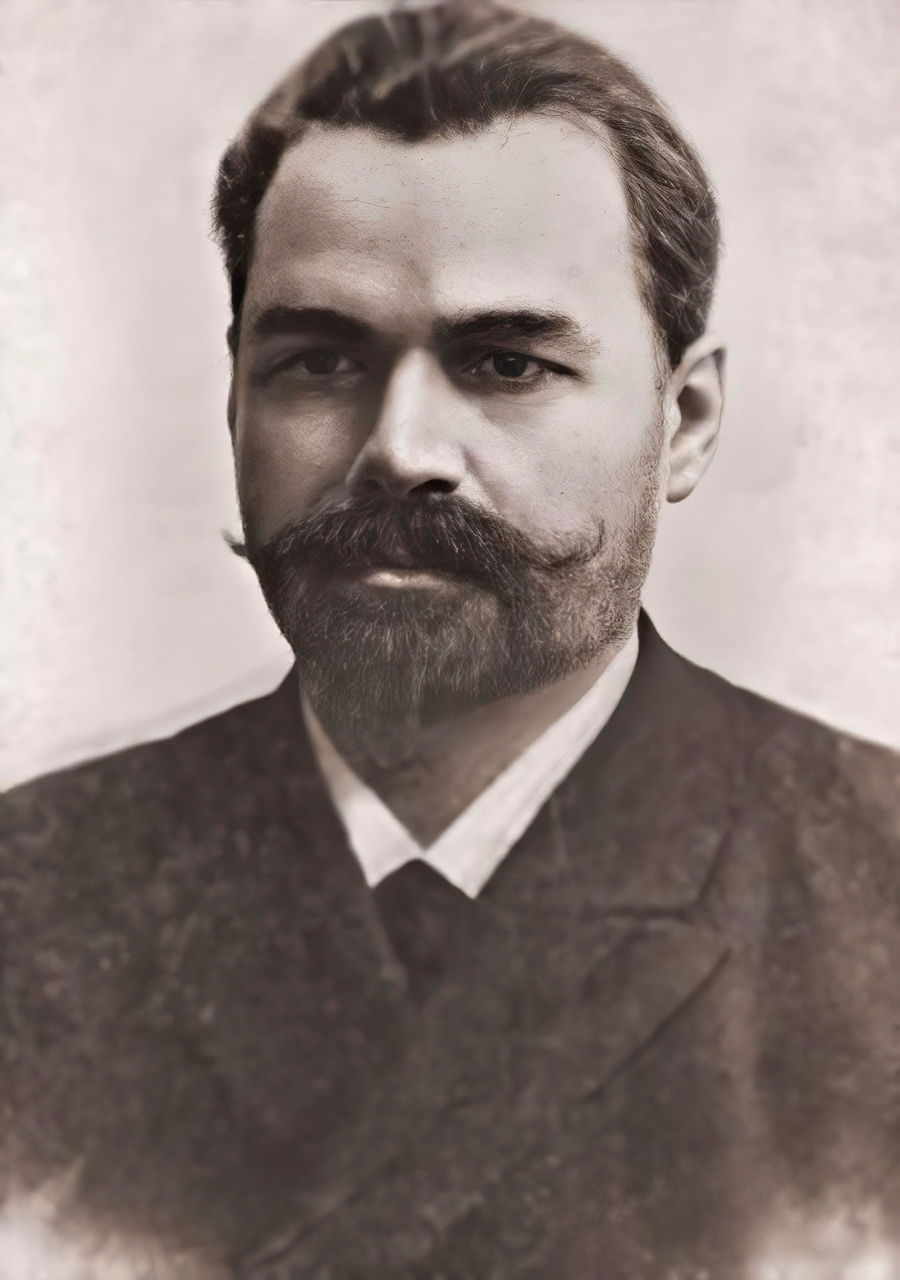
سرگئی رفرماتسکی، شیمی‌دان روسی

سرگئی رفرماتسکی (به روسی: Серге́й Никола́евич Реформа́тский؛ ۱ آوریل ۱۸۶۰ – ۲۸ ژوئیهٔ ۱۹۳۴) یک شیمی‌دان اهل روسیه بود که شهرتش بواسطهٔ شناسایی یک واکنش شیمیایی میان یک آلدهید و یک استر می‌باشد که واکنش رفرماتسکی نام گرفت. وی از شاگردان ویلهلم اوستوالد و الکساندر میخایلوویچ زایتسف بود.